# Autovía A-47
La A-47 es una autovía proyectada que uniría El Garrobo y Rosal de la Frontera, localidades actualmente unidas a través de la N-433. La autovía pretende unir Sevilla con la frontera portuguesa, la obra comprendería pocos túneles y varios viaductos. Su inicio se situaría en el pueblo de El Garrobo (A-66), y terminaría en la frontera portuguesa, cerca de la localidad española de Rosal de la Frontera.
Esta autovía fue ya proyectada en el año 2003. Su nomenclatura es A-47, habiéndose previsto que uniría El Garrobo (A-66) y Rosal de la Frontera con la frontera portuguesa (carretera IP8), para eliminar los atascos de la carretera N-433, además de un número importante de peligrosas travesías urbanas.
Sin embargo, en el PEIT 2005-2020, se ha borrado el proyecto de la A-47, habiéndose sustituido por el proyecto de autovía Huelva-Zafra (autovía A-83). En el nuevo Plan Infraestructuras de Junta de Andalucía (PISTA) 2007-2013, también se ha borrado el proyecto de la A-47. 
De momento, la autovía que la sustituiría, llamada A-83, está proyectada para unir la localidad de Huelva con la A-66 a través de la localidad de Zafra, según la decisión provisional del Gobierno y el Ministerio de Fomento.
Así el 9 de junio de 2009, por el ministro de Fomento, José Blanco, se anunció que entre Huelva y Zafra se construiría una nueva autovía, la cual ya tiene nomenclatura, A-83, que sustituiría al proyecto de la A-47, en el PEIT 2005-2020.
Pese a no haber sido incluida en el PEIT 2005-2020, la A-47 mantiene el viejo proyecto del año 2003, uniendo El Garrobo (A-66) y Rosal de la Frontera con la frontera portuguesa, eliminando las peligrosas travesías de varias aldeas de la localidad de El Castillo de las Guardas, y de las localidades de Higuera de la Sierra, Aracena, Galaroza, El Repilado y Cortegana. Hasta 2015, la construcción de la citada autovía queda paralizada, sin estudios informativos, ni proyectos. 
Será en el citado año 2015 cuando se resolverá acerca de si la A-47 se incluirá en el PEIT 2005-2020. En todo caso, la ejecución de la citada autovía queda condicionada a la terminación al completo de las obras de la A-83, pues hasta dicho momento no comenzaría a redactarse el estudio informativo de la autovía A-47.
En todo caso, la construcción de la citada autovía A-47 podría quedar sustituida por la ejecución de una autovía cuya titularidad ostentaría la Junta de Andalucía, que uniría Huelva con la A-66, a través de las localidades de Zalamea la Real, El Campillo, Minas de Riotinto, Campofrío, la Granada de Riotinto, Zufre y Santa Olalla del Cala. (enlace roto disponible en Internet Archive; véase el historial, la primera versión y la última).
- Datos: Q339559